# 푸우오오산

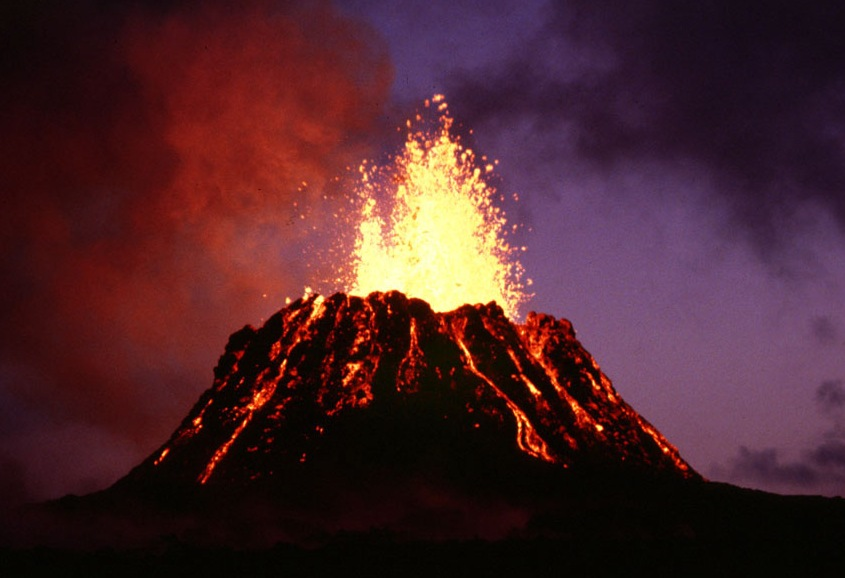
1983년 6월

푸우오오산(Pu'u'O'o)은 하와이의 하와이섬에 있는 화산으로, 매우 화산 활동이 활발하다. 이곳은 예전에 킬라우에아산과 독립하였으나 하와이 화산 국립공원이 생긴 이후에는 킬라우에아산의 본토로 편입되었다. 또 기생화산(Cinder Cone)으로 정해졌다. 이 화산 분화구 주변에는 용암이 널려있고, 지금도 용암을 분출하고 있다. 이곳은 2011년 3월에 분화구 바닥이 무너지면서 구멍이 생겼고, 주변에서 땅이 갈라져 그 틈사이로 새로운 화산 폭발을 일으켰다. 뿐만 아니라 1983년에도 분화 기록이 있었다. 주 분화는 여기에서 일어난다.

## 1983년의 분화
1983년에 킬라우에아산의 기생화산인 이곳이 폭발하여 용암이 하늘높이 솟구치고, 용암이 그 주변으로 흘렀다.

## 1989년의 분화
1989년에는 용암을 분출하면서 화산공원 안내소가 불에 타버렸다. 그래서 피해를 입었다.

## 2011년의 분화
2011년에 분화구 바닥이 무너지면서 용암호가 생겼고, 주변에 땅이 갈라져 그 틈 사이로 용암을 분출했다. 그때는 대규모 용암 분출이었으며, 용암이 최대 20m까지 솟구쳤다. 또 용암은 갈라진 틈으로 떨어지면서 장관을 펼쳐냈다.